# Bathypterois ventralis
Bathypterois ventralis är en fiskart som beskrevs av Garman, 1899. Bathypterois ventralis ingår i släktet Bathypterois och familjen Ipnopidae. Inga underarter finns listade.